# 香港島專線小巴13線
香港島專線小巴13線是由怡信專線營辦的一條小巴路線，循環來往西環邨（加惠民道）及西營盤（折返點設於第二街），依次途經堅尼地城、半山區（香港大學）、西營盤、石塘咀後折返堅尼地城和西環邨，收費為$4.2。本路是西區老牌專線小巴路線之一，一直以車隊殘舊和司機態度惡劣（例如：飛站）作為垢病。

## 歷史
本路線擁有悠久的歷史，早於1978年5月19日，已成為運輸署公開招標的6組共10條專線小巴新路線之一（與12線列作同一組），並於同年投入服務。
早年本路線的「加惠民道」總站設於加惠民道警察宿舍範圍內。該宿舍建於1960年代初，共有4座樓高12層的屏風式大樓建於一依山坡而建的平台上。該宿舍的所有居民已於2002年起全數遷離，自此一直丟空，本路線亦因此於2002年11月15日將總站遷往西環邨外，同時往西營盤方向改為由吉席街直接右轉士美非路（今士美菲路），不再途經爹核士街和厚和街。
2019年9月6日起，本路線試辦特別班次，於星期一至五早上繁忙時間循環來往學士臺及堅尼地城站，至同年11月29日。

## 服務時間及班次
| 西環邨（加惠民道）開 | 西環邨（加惠民道）開 | 西環邨（加惠民道）開 |
| 日期                 | 服務時間             | 班次（分鐘）         |
| -------------------- | -------------------- | -------------------- |
| 每日                 | 06:35-23:35          | 15-45                |

特別班次：學士臺↺堅尼地城站
- 星期一至星期五：07:15-08:15（20分鐘一班）
- 星期六、日及公眾假期暫停

## 營運狀況
此路線是西環邨的居民出入西營盤和石塘咀的主要途經，又因本路線途經多間中小學和香港大學，乘坐本路線上下課的學生亦佔一定比例，因此客量頗佳。
根據1979年交通諮詢委員會文件指出，本線乘客人數在開辦短短3個月間錄得60.6%增幅，證明本路線的開辦確能滿足乘客需求，並成功開拓全新市場；此組路線更是唯一一組在三個月試辦期屆滿後錄得盈餘的新路線。

## 服務質素
此路線的服務質素一直為人詬病。在2018年，營運商指出路線受到港島線西延的影響，客量不斷下滑，因而於該年3月將例假日的班次大幅由8-15分鐘一班改為30分鐘一班，但卻導致西環邨的居民大感不滿。
而且，本路線雖然被編為循環線，但實際上往西營盤方向的部分司機會要求乘客到達第二街近水街時必須全部下車或重新繳付車資，導致西環邨的居民無法乘坐本路線直達石塘咀，香港大學的乘客亦無法乘坐本路線直達石塘咀或西環邨，引來非議。
再者，由於本路線只有3輛掛牌車，導致經常脫班。